# Manuel Machado (músic)
Manuel Machado (Lisboa, segle xvii) fou un músic portuguès. Per la seva habilitat i art com a instrumentista, aconseguí el nomenament de músic de la capella reial de Felip III de Portugal (Felip IV de Castella). No hi ha certesa completa en la identificació d'aquest compositor que alguns musicògrafs distingeixen d'altre del mateix nom i cognom. Vasconcellos, en Os Musicos portugueses, diu que vivia el 1610, i li atribueix diverses obres religioses, com Cogitavit Dominus, una Salve Regina, una Lamentació i diversos Vilhancicos, que es conservaven en la Biblioteca Reial de música que fundà el rei Joan IV, i que fou destruïda pel Terratrèmol de Lisboa de 1755. En un Libro de Tonos humanos, escrit a Madrid a 3 de setembre de 1655, hi ha algun d'aquests tons que porta el nom de Manuel Machado, i en el Sumario de los gajes que se han de pagar a los capellanes, cantores y oficiales de la capilla del Rey Nro. Señor de su Real casa de Borgoña en los cuatro meses del tercio primero de este año de 1633, apareix també un Lope Machado que podia ser el mateix, però no existeix fonament per a creure-ho així..